# Alexandr Afrodisijský

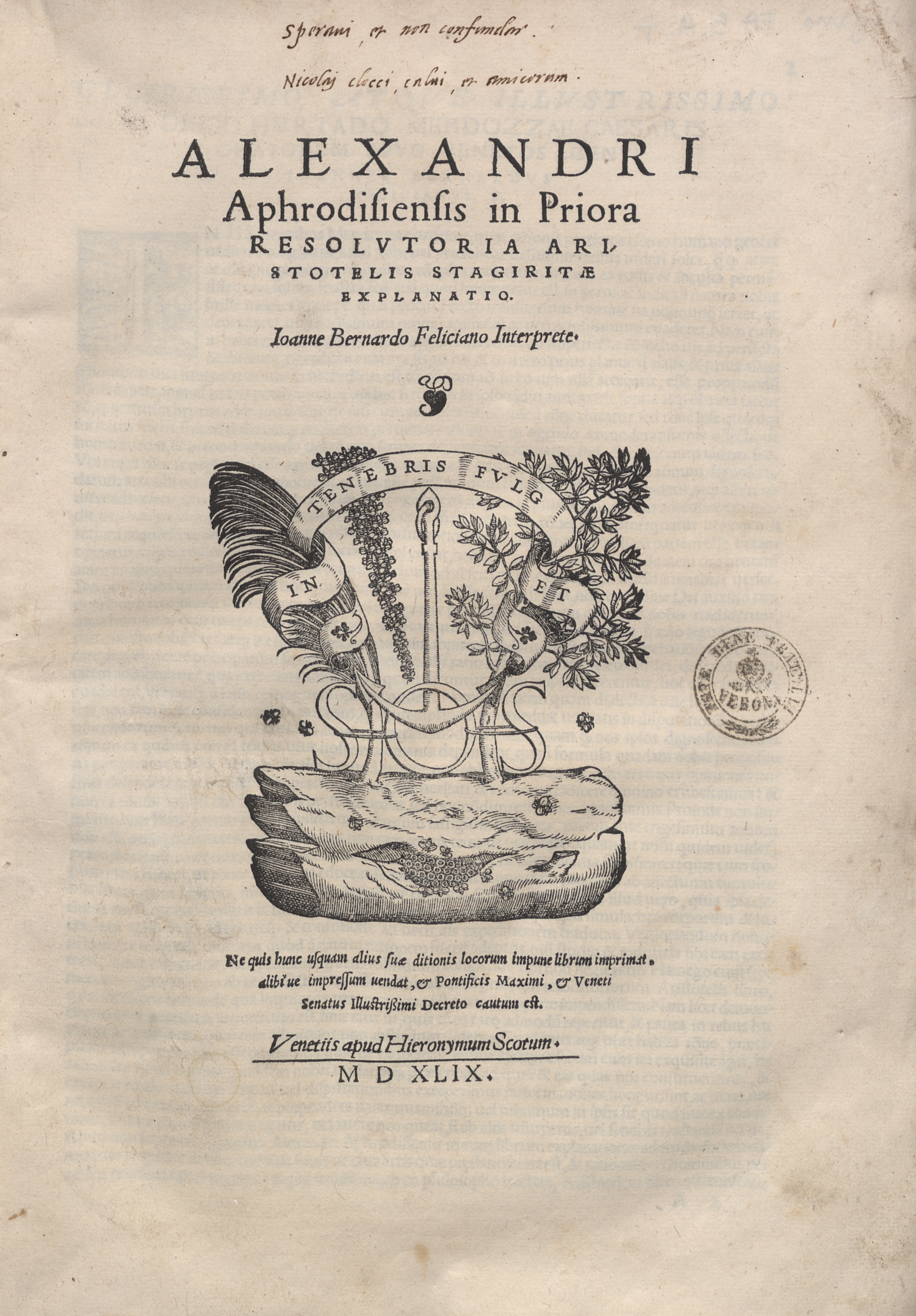

Alexandr Afrodisijský (2. století? Aphrodisias Kárie – 3. století ?) byl starořecký filozof, hlavní představitel peripatetické školy v Aténách, kde učil v období let 198 až 211. Byl posledním a největším Aristotelovým komentátorem nebo vykladačem, proto ho nazývají i Exeget (Vykladač).
Ke konci 2. století přišel do Atén, kde se stal studentem stoicismu v peripatetické škole u filozofa Sosigena, Hermina a snad i Aristotela z Mytilény. Nepopíral vstup božského ducha do duše člověka, ale identifikoval nesmrtelný aktivní intelekt s božskostí, lidskému individuu připisoval pouze pasivní intelekt vázáný na tělo a tudíž smrtelný. Proto byli v období renesance jako alexandristé označováni ti aristotelovci, kteří popírali nesmrtelnost ve výše uvedeném smyslu.
Prý byl objevitelem skutečnosti, že sražená pára z mořské vody je sladká.